# Milnesium almatyense
Espèce
Milnesium almatyense est une espèce de tardigrades de la famille des Milnesiidae. 

## Distribution
Cette espèce est endémique du Kazakhstan.

## Étymologie
Son nom d'espèce, composé de almaty et du suffixe latin -ense, « qui vit dans, qui habite », lui a été donné en référence au lieu de sa découverte, Almaty.

## Publication originale
- Tumanov, 2006 : Five new species of the genus Milnesium (Tardigrada, Eutardigrada, Milnesiidae). Zootaxa, no 1122, p. 1-23.